# Benthana moreirai
Benthana moreirai är en kräftdjursart som beskrevs av Lemos de Castro 1985. Benthana moreirai ingår i släktet Benthana och familjen Philosciidae. Inga underarter finns listade i Catalogue of Life.